# Filippinand
Filippinand (Anas luzonica) är en östasiatisk fågel i familjen änder inom ordningen andfåglar. Den förekommer som namnet avslöjar i Filippinerna. Arten är fåtalig och minskar kraftigt i antal, så pass att den anses vara utrotningshotad. IUCN kategoriesrar den som sårbar (VU).

## Utseende

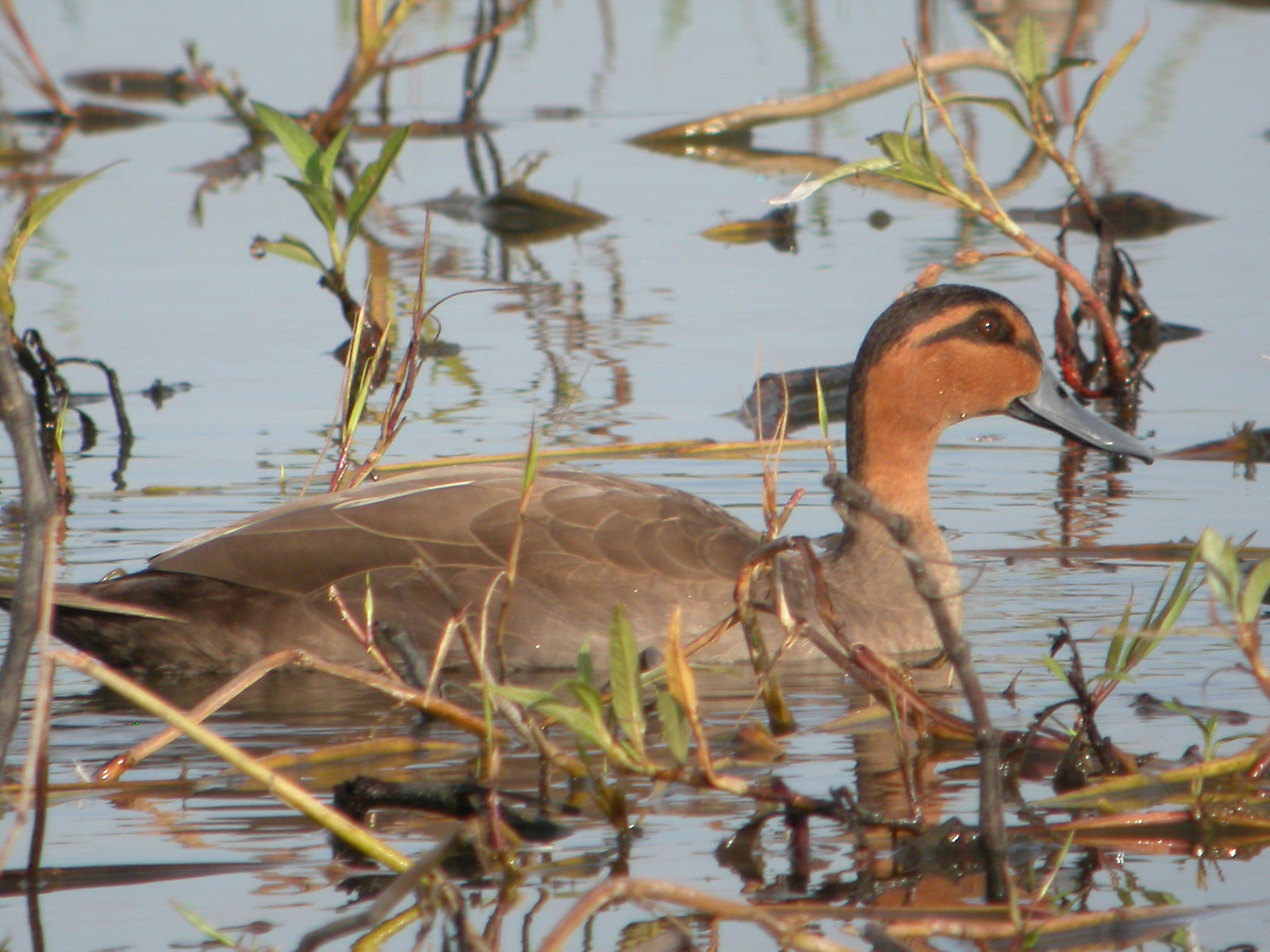
Filippinand fotograferad på Luzon i våtmarken Candaba.

Filippinanden är en av de större änderna inom släktet Anas med en kroppslängd på 48–58 centimeter. I adult dräkt har den svart hjässa, nacke och tygelstreck. Huvud och hals är i övrigt ljust kanelbrun. Resten av fjäderdräkten är gråbrun och den har en distinkt vingspegel som skimrar i blått, violett och grönt. Den har gråbruna ben och näbben är blågrå med svart näbbnagel.

## Utbredning och systematik
Filippinanden är en stannfågel endemisk för Filippinerna, med de flesta fynden från Luzon och Mindanao. Arten har tillfälligt påträffats i Japan och Taiwan Den behandlas som monotypisk, det vill säga att den inte delas in i några underarter. Arten tros vara nära släkt med gräsanden, flodanden, fläcknäbbad and och kinesisk and.

## Levnadssätt
Filippinanden förekommer den i olika typer av våtmarker i både saltvatten och sötvatten, som mangroveträsk, öppet hav och vattendrag inne i skog. Den lever av kräftdjur, småfisk, insekter och växtdelar. Få bon har hittats i det vilda, men ett på Mindoro låg dolt i Colopogohium muconoides innehållande tio ägg i mitten av juli.

## Status och hot
Filippinanden har ett relativt stort utbredningområde, men tros minska i antal. Beståndet är litet, med en uppskattat population på endast mellan 3300 och 6700 vuxna individer. Arten är därför upptagen på internationella naturvårdsunionen IUCN:s rödlista över utrotningshotade arter, där listad i kategorin sårbar (VU).
Fågeln har sedan 1960-talet utsatts för ett exceptionellt hårt tryck av jakt och fångst. I augusti–oktober och januari–mars i slutet av 1980-talet rapporterades tusentals skjutna fåglar i veckan. Omvandling av våtmarker genom utdikning, utveckling av akvakultur och fiskdammar har också hotat arten vid Candaba Marsh and Polillo. Den tros också påverkas negativt av den pågående omvandlingen av Liguasan, liksom av förstörelse av mangroveskogar och den sentida användningen av bekämpningsmedel vid risodlingar.